# Лаккадивское море
Лаккадивское море (хинди लक्षद्वीप सागर, канн. ಲಕ್ಷದ್ವೀಪ ಸಮುದ್ರ малаял. ലക്ഷദ്വീപ് കടൽ, синг. ලක්ෂද්වීප් මුහුද, там. லட்சத்தீவுக் கடல், мальд. ލަކަޑިވް ކަނޑު, англ. Laccadive Sea) — окраинное море Индийского океана, между юго-западной частью полуострова Индостан, островами Шри-Ланка, Лаккадивскими и Мальдивскими. Южная точка — атолл Адду. Площадь 786 тысяч км², средняя глубина 1929 м, наиб. 4131 м. Центральная часть моря ограничена с запада Мальдивским хребтом, с севера-востока материковым склоном. Прибрежное мелководье выстлано песком, глубоководная часть — известковыми илами. Многочисленные коралловые рифы. Основной рыбопромышленный район Индии (рыба, креветки, лангусты).
Главные порты: Туттукуди, Мангалуру (Индия), Коломбо (о. Шри-Ланка).

## Границы
Международная гидрографическая организация утвердила следующее описание границы Лаккадивского моря:

На западе. Линия, проведённая от Садашивгада на западном побережье Индии (14°48′ с. ш. 74°07′ в. д.) к атоллу Кора Дивх (13°42′ с. ш. 72°10′ в. д.) и затем вниз вдоль западной границы Лаккадивских и Мальдивских островов к самой южной точке атолла Адду (Мальдивские острова).
На юге. Линия, проведённая от мыса Дондра Хед на Цейлоне [Шри-Ланка] к самой южной точке атолла Адду.
На востоке. Западное побережье Индии и Цейлона.
На северо-востоке Адамов мост (между Индией и Цейлоном).

## Гидрология
Температура воды практически постоянна в течение всего года и оставляет около 26-28 °C летом и 25 °C зимой. Солёность — 34 ‰ в центральной и северной частях моря и 35,5 ‰ — на юге. Берега, в основном, песчаные, но в более глубоких местах покрыты илом. В море имеются многочисленные коралловые рифы, так на Лаккадивских островах, представляющих собой группу атоллов, насчитывается 105 видов кораллов.